# Lebiez
Lebiez (Nederlands: Sint-Vaast) is een gemeente in het Franse departement Pas-de-Calais (regio Hauts-de-France) en telt 216 inwoners (2005). De plaats maakt deel uit van het arrondissement Montreuil.

## Geografie
De oppervlakte van Lebiez bedraagt 9,7 km², de bevolkingsdichtheid is 22,3 inwoners per km².
De onderstaande kaart toont de ligging van Lebiez met de belangrijkste infrastructuur en aangrenzende gemeenten.

## Demografie
Onderstaande figuur toont het verloop van het inwonertal (bron: INSEE-tellingen).